# Paruroctonus shulovi
Espèce
Synonymes
- Vaejovis shulovi Williams, 1970

Paruroctonus shulovi est une espèce de scorpions de la famille des Vaejovidae.

## Distribution
Cette espèce est endémique des États-Unis. Elle se rencontre en Californie dans le comté d'Inyo et au Nevada dans les comtés de Clark et de Nye.

## Description
La femelle holotype mesure 38,3 mm et le mâle paratype 34,4 mm.
La femelle holotype de Paruroctonus shulovi nevadae mesure 40,6 mm.

## Liste des sous-espèces
Selon The Scorpion Files (27/08/2020) :
- Paruroctonus shulovi shulovi (Williams, 1970) de la vallée de la Mort
- Paruroctonus shulovi nevadae Haradon, 1985

## Systématique et taxinomie
Cette espèce a été décrite sous le protonyme Vaejovis shulovi par Williams en 1970. Elle est placée dans le genre Paruroctonus par Williams en 1972.

## Étymologie
Cette espèce est nommée en l'honneur d'Aharon Shulov.

## Publications originales
- Williams, 1970 : « Three new species of Vejovis from Death Valley, California (Scorpionida: Vejovidae). » Pan-Pacific Entomologist, vol. 46, no 1, p. 1-11 (texte intégral).
- Haradon, 1985 : « New groups and species belonging to the nominate subgenus Paruroctonus (Scorpiones: Vaejovidae). » The Journal of Arachnology, vol. 13, no 1, p. 19-42 (texte intégral).